# Dr. Dolittle (film)
Dr. Dolittle er en amerikansk komediefilm fra 1998 med Eddie Murphy i hovedrollen som en doktor som opdager at han har evnen til at kommunikere med dyr. Den er instrueret af Betty Thomas. I 2001 udkom efterfølgeren Dr. Dolittle 2.

## Handling
Som lille barn snakker unge John Dolittle til sin hund (stemme af Ellen DeGeneres), som forklarer at hunde snuser hinanden bagi som en måde at hilse på hinanden, og John prøver dette da han møder den nye rektor på sin skole. Denne opførsel bekymrer hans far (Ossie Davis), som ansætter en lokal præst for å udføre eksorsisme på sønnen. Da John bliver bange prøver hunden at beskytte ham ved at bide ministeren, og hans far giver hunden væk. Denne hændelse går stærkt ind på John, og han slutter fuldstændig med at snakke med dyr som følge af dette. 30 år senere, bor John Dolittle (Eddie Murphy) i San Francisco, Californien. Han har uddannet sig til læge, er gift og har døtrene Charisse (Raven-Symone) og Maya (Kyla Pratt). Maya tager sig af det hun tror er et svane-æg, i håb om at den vil knytte bånd til henne når den klækker. Hun har også et marsvin som hedder Rodney (stemme af Chris Rock).
John tager familien med på ferie. Kort tid senere må han vende tilbage til arbejdet for at se til en patient. Under en biltur rammer han en hund (stemme af Norm MacDonald) og han banker hovedet mod frontruden. Hunden stikker af, og råber "Se hvor du kører, din idiot!". Dette er første gang Dolittle har forstået et dyr siden barndommen. Næste dag, tager John marsvinet Rodney med til resten ag familien, og Rodney begynfer også at snakke med ham. I løbet af natten, beder en ugle (stemme af Jenna Elfman) om at fjerne en kvist som har sat sig fast i vingen. Uglen fortæller alle dyrene den kender om lægen, og snart kommer flere dyr for å spørge om hjælp. Dolittle går til Dr. Sam Litvak (Steven Gilborn) fordi han er bange det er noget alvorlig galt med ham eftersom han kan snakke med dyr igen, men han er helt frisk. Næste dag finder han hunden han næsten ramte med bilen, og Dolittle giver den navnet Lucky. 
Samme aften ser John at hans rygte for at kunne snakke med dyr har spredt sig videre, og mange dyr kommer til ham for behandling. John begynder at sætte pris på at kunne snakke med dyr, og han betror sig til Lucky at han føler sig mere energisk om sit arbejde end han har været i mange år. En cirkus-ape fortæller lægen om en syg tiger (stemme af Albert Brooks) som planlægger at begå selvmord. De finder tigeren, som hedder Jake, på toppen av en høj bygning og han planlægger at hoppe. Tigeren forklarer at noget i sin hjerne giver ham enorme smerter. John og Lucky overbeviser Jake om at de kan hjælpe ham. John`s kollega Mark (Oliver Platt) opdager ham i det han er i færd med at give HLR til en rotte, og Mark får ham indlagt på en psykiatrisk institution. Hunden Lucky kommer til John og fortæller at tigeren Jake er blevet sygere, men John er sur fordi han blev indlagt for at have prøvet at hjælpe dyrene. Lucky mener at John gemmer sig fra sit sande jeg, og at han aldrig burde stoppe med at snakke med dyr. 
Samme aften som John og Lucky tager Jake med til klinikken for at operere den, arrangeres der en sammenkomst der, og en mand som er interesseret i at købe klinikken er tilstede. Politiet kommer for at lede efter tigeren, men Lucky samler alle dyrene i San Francisco for at beskytte bygningen hvor John opererer på Jake. Deltagerne til festen opdager Jake på operationsbordet, men John forklarer hvad han gør. John`s far betror sig til John`s kone at John kan snakke med dyr. John opdager at Jake har en stor blodprop i hjernen, og han klarer at redde tigerens liv. Den potentielle køber af deres selskab er meget imponeret, men John afslår hans generøse tilbud om at købe hans selskab. I en epilog, er John blevet både en lege for mennesker og en veterinær for dyr. Mayas æg klækker, og dette viser sig at være en alligator. John og Lucky tager til cirkuset og besøger Jake og de snakker om sin fremtid som venner.

## Rolleliste
- Eddie Murphy som doktor John Dolittle.
- Oliver Platt som Doktor Mark Weller
- Peter Boyle som potensiell kjøper av bedriften.
- Kristen Wilson som hustru Lisa Dolittle

### Stemme-skuespillere
- Norm Macdonald – Hunden Lucky.
- Albert Brooks – Tigeren Jake
- Chris Rock – Marsvinet Rodney.
- Reni Santoni – en rotte